# طواف إيطاليا 2014
طواف إيطاليا 2014 هو سباق دراجات هوائية أقيم في إيطاليا بتاريخ 9 مايو – 1 يونيو، تكون السباق من 21 مرحلة وامتدّ لمسافة 3,445.5 كم. فاز به الكولومبي نيرو كوينتانا.

## الترتيب
| م                     | الدرّاج        | البلد    | الزمن |
| --------------------- | ------------- | -------- | ----- |
| الفائز بالترتيب العام | نيرو كوينتانا | كولومبيا |       |
| أفضل شاب              | نيرو كوينتانا | كولومبيا | -     |